# گکوهای زمینی
گکوهای زمینی (نام علمی: Lucasium) نام یک سرده از تیره دوگانه‌انگشتان است.